# Kribul Hill
Der Kribul Hill (englisch; bulgarisch Крибулски хълм Kribulski chalm) ist ein 520 m hoher Hügel im Grahamland auf der Antarktischen Halbinsel. Auf der Trinity-Halbinsel ragt er 2,71 km westsüdwestlich des Gornik Knoll, 5,27 km nördlich des Church Point und 7,88 km südlich bis westlich des Marten Crag auf.
Deutsche und britische Wissenschaftler nahmen 1996 seine Kartierung vor. Die bulgarische Kommission für Antarktische Geographische Namen benannte ihn 2010 nach der Ortschaft Kribul im Südwesten Bulgariens.